# Chilka
Die Chilka (II) war ein 1910 in Dienst gestelltes Passagier- und Frachtschiff der britischen Reederei British India Steam Navigation Company. Am 1. Juli 1917 strandete die Chilka nach einem an Bord ausgebrochenen Feuer und wurde zu einem Totalverlust. 70 Menschen verloren ihr Leben.

## Das Schiff
Das 3.952 BRT große Dampfschiff Chilka wurde auf der Werft Barclay, Curle and Company im Glasgower Stadtteil Whiteinch gebaut und lief am 23. August 1910 vom Stapel. Der für den Transport von Passagieren und Fracht gebaute Dampfer war 118,95 Meter lang, 15,27 Meter breit und hatte einen Tiefgang von 6,58 Metern. Am 4. Oktober 1910 wurde das Schiff fertiggestellt. Die beiden Dreifachexpansions-Dampfmaschinen von Barclay, Curle & Company trieben zwei Propeller an und leisteten 573 nominale Pferdestärken. Das Schiff konnte 14 Knoten (25,9 km/h) Fahrt machen.
Die Chilka wurde für die 1856 gegründete britische Linienreederei British India Steam Navigation Company (BISN) gebaut, die einen regen Passagier-, Fracht- und Postverkehr von Großbritannien in den Fernen Osten, vor allem nach Indien betrieb. Auf dieser Strecke wurde auch die Chilka eingesetzt. Sie war das zweite von vier Schiffen dieses Namens, die von der Reederei in Dienst gestellt wurden. An Bord war Platz für 20 Passagiere der Ersten Klasse, 15 der Zweiten Klasse und 4671 Zwischendeckpassagiere.
Am 1. Juli 1917 brach auf der Chilka vor Baruva bei Gopalpur an der Küste der indischen Provinz Orissa ein Feuer aus. Das Schiff strandete und wurde zu einem Totalverlust. 70 Menschen kamen in dem Feuer ums Leben.